# Images and Words: Live in Tokyo
Pour les articles homonymes, voir Live in Tokyo.
Vidéos par Dream Theater
5 Years in a LIVEtime
(1998)
Images and Words: Live in Tokyo est la première vidéo du groupe américain Dream Theater, sortie en 1993 sur Elektra Records et commercialisée au format VHS(le DVD sera inventé en 1995).
Le concert fut enregistré le 26 août 1993 au Nakano Sun Plaza de Tokyo. Le groupe interprète la plupart des titres de l'album Images and Words. Également inclus, les vidéoclips des titres Pull me Under, Take the Time, Another Day, les interviews des membres du groupe et les images des coulisses de la tournée.
En 2004, Live in Tokyo est sorti en version remasterisée sur le double DVD Images and Words: Live in Tokyo / 5 Years in a LIVEtime. Une piste de commentaire par les membres du groupe a été ajoutée.

## Liste des chansons
1. Intro
2. Under a Glass Moon
3. Le making-of Images and Words
4. Pull Me Under (clip)
5. Take the Time (clip)
6. Kimonos & Condoms
7. Wait for Sleep
8. Surrounded
9. Ytse Jam/solo de batterie
10. Another Day (clip)
11. To Live Forever
12. A Fortune in Lies
13. Abbey Road medley
14. Puppies on Acid/Take the Time
15. On the Road '93
16. Pull Me Under